# Ema Ekštajn
Ema Ekštajn (Gadenzdorf, Austrija, 28. januar 1865 — Beč, 30. jul 1924) bila je prva praktična psihoanalitičarka, nakon što je završila školovanje iz lične analize kod čuvenog psihoanlitičara Sigmunda Frojda u Beču. Poznata je i po tome što se za nju vezuje i Frojdov slučaj Irma, opisan u „Frojdovom Tumačenju snova”, imajući u vidu da je patila od histerije.
Osim kao psihoanalitičarkа-praktičarkа, ona je dale suštinski doprinos razvoju psihoanalitičke teorije, inspirisana Frojdovim radovima. Nesumnjiv je i njen doprinos u međunarodnoj afirmaciji i institucionalizaciji psihoanalize.

## Život i karijera
Rođena je u Gadenzdorf-u Austrija, 28. januara 1865. godine u revolucionarnoj porodici, čiji roditelji su bili vrlo imućni s kraja 19. veka, koji su imali svoje fabrike, u kojima su najveću pažnju posvećivali bezbednosti na radu. Njen brat je bio dugogodišnji intiman prijatelj Sigmunda Frojda, a kako je Ema patila od poremećaja u hodanju često je vreme provodila u postelji. Njeno ponašanje uslovilo je da dobije dijagnozu histerija, od koje se lečila i kod Sigmunda Frojda.
Bila je među prvim ženama koja je završila ličnu analizu kod Sigmunda Frojda, kod koga je došla u kontakt sa psihoanalizom najpre kao pacijent. Potom je počela da radi kao prva žena psihoanalitičar.
Veliki Emin doprinos paihoanalizi je njen aktivni rad sa žrtvama Prvog svetskog rata i ljudima koji su bili primorani da napuste svoje domove, što je Emu svrstalo među rodonačelnicama analitičara koji su se bavili ratnim traumama.
Ekštajnova je bila uključena i u „Bečki ženski klub“ koji je između ostalih osnovala i Mari Lang, aktivistkinja za ženska prava. Blisko je sarađivala i sa feministkinjama tog vremena, kao što su Auguste Fikert i Roza Majreder.
Preminula je 30. jula 1924. godine od posledica cerebralnog krvarenja.
Dela
Tokom svog uspešnog rada objavila je nekoliko dela:
- Kako se po prvobitnim pretpostavkama, smatralo se da je Irma, bila glavna ličnost iz Frojdovog slučaja „Irmin san“ sa početka dela „Tumačenje snova”,[а] u izdanju „Arbeiterzeitung-a“ od 1. okrobra 1900. Ema je objavila sažetak „Tumačenja snova” i time knjigu Sigmunda Frojda učinila dostupnom široj publici.
- U knjizi Pitanje seksualnosti u odgoju deteta (Die Sexualfrage im Lebendes Kindes) objavljenoj 1904.godine Ekštajnova prikazuje seksualnosti kod dece i ukazuje na značaj potpune seksualne edukacije od strane roditelja.
- Objavila je i brojne članke u „Dokumente der Frauen“, časopisu koji su uređivale Majreder, Fikert i Lang i koji se bavio kontraverznim pitanjima, kao na primer, legalnim statusom neudatih trudnica.

## Bibliografija
- Eckstein, E., Die Sexualfrage in der Erziehung des Kindes (Leipzig 1904)

## Napomene
1. ↑  .Danas se smatra da je Frojd u tom slučaju sažeo nekoliko likova.

## Literatura
- Chapter 3: "Freud, Fliess, and Emma Eckstein," pp. 55–106. And "Appendix A. Freud and Emma Eckstein" . In Masson, Jeffrey Moussaieff (1984) The Assault on Truth: Freud's Suppression of the Seduction Theory. New York. стр. 233—250. ISBN 978-0-374-10642-3. Farrar, Straus and Giroux.

## Spoljašnje veze
- U senci muškaraca pet žena koje su obeležile istoriju psihoanalize